# Csornai kistérség

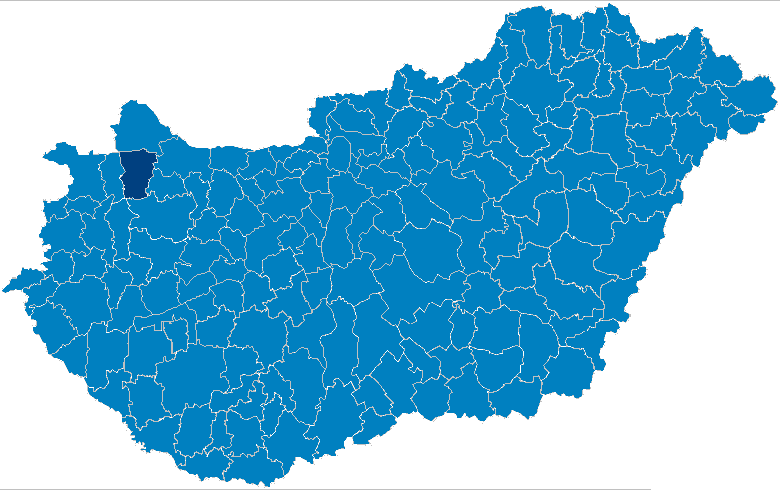
A Csornai kistérség

A Csornai kistérség egy kistérség volt Győr-Moson-Sopron megyében, központja Csorna volt. 2014-ben a többi kistérséggel együtt megszűnt.

## Települései
| Acsalag     | Bágyogszovát    | Barbacs       | Bezi      | Bogyoszló       |
| Bősárkány   | Cakóháza        | Csorna        | Dör       | Egyed           |
| Farád       | Fehértó         | Győrsövényház | Jobaháza  | Kóny            |
| Maglóca     | Magyarkeresztúr | Markotabödöge | Páli      | Pásztori        |
| Potyond     | Rábacsanak      | Rábapordány   | Rábasebes | Rábaszentandrás |
| Rábatamási  | Rábcakapi       | Sopronnémeti  | Szany     | Szil            |
| Szilsárkány | Tárnokréti      | Vág           | Zsebeháza |                 |